# 電気・ガス・熱供給・水道関連の業界団体の一覧
日本の電気・ガス・熱供給・水道関連の業界団体の一覧（でんき・ガス・ねつきょうきゅう・すいどうかんれんのぎょうかいだんたいのいちらん）を示す。
電気事業者、ガス事業者、熱供給事業者、水道事業者の親睦などを目的とする団体、技術向上などを行う団体など、多岐にわたる。

## 業界団体一覧

### 電力
- 日本電気協会
- 電気事業連合会
- 日本内燃力発電設備協会
- 全国電機商業組合連合会

### ガス
- 日本ガス協会
- 日本コミュニティーガス協会
- 日本ガス機器検査協会
- 日本LPガス団体協議会
  - 日本LPガス協会
  - エルピーガス協会
  - 日本エルピーガスプラント協会
  - 日本ガス石油機器工業会
  - 日本エルピーガス供給機器工業会
- 高圧ガス保安協会
- 日本ガスメーター工業会

### 熱供給
- 日本熱供給事業協会

### 水道
- 日本水道工業団体連合会
- 日本水道協会
- 全国簡易水道協議会
- 日本工業用水協会
- 日本下水道協会
- 日本下水道施設業協会
- 全国上下水道コンサルタント協会
- 日本推進技術協会
- 日本下水道処理施設管理業協会
- 日本下水道管路管理業協会
- 日本下水道新技術機構
- 水道技術研究センター
- 造水促進センター
- 給水工事技術振興財団
- 塩化ビニル管・継手協会
- 日本水道鋼管協会
- 日本レジン製品協会

### その他
- 燃料電池実用化推進協議会
- 燃料電池普及促進協会

### 日本国外
- カナダ水素燃料電池協会